# Nordkorea ved sommer-OL 2012
Nordkorea deltog i Sommer-OL 2012 i London, som foregik i perioden 27. juli til 12. august 2012. Nordkorea har deltaget i samtlige sommer-OL siden 1972 i München, undtagen når OL er blevet afholdt i USA i 1984 i Los Angeles og 1988 i Seoul. Nordkorea var med ved elve slags sport: Atletik, fodbold, bueskydning, bordtennis, synkronsvømming, skydning, brydning, udspring, vægtløfting, judo og boksning. Det var niende gang Nordkorea deltog i et sommer-OL, de kom på tyvende plads med fire guld- og to bronzemedaljer. Atleter Pak Song-Chol var landets fanebærer under åbningsceremonien.

## Medaljer
| 2012 London | Guld | Sølv | Bronze | Total |
| Nordkorea   | 4    | 0    | 2      | 6     |

### Medaljevinderne
| Nordkorea ved sommer-OL 2012 i London | Nordkorea ved sommer-OL 2012 i London | Nordkorea ved sommer-OL 2012 i London | Nordkorea ved sommer-OL 2012 i London | Nordkorea ved sommer-OL 2012 i London |
| Medaljer                              | Udøver                                | Sport                                 | Øvelse                                | Dato                                  |
| ------------------------------------- | ------------------------------------- | ------------------------------------- | ------------------------------------- | ------------------------------------- |
| Guld                                  | An Kum-ae                             | Judo                                  | 52 kg, damer                          | 29. juli                              |
| Guld                                  | Om Yun-chol                           | Vægtløfting                           | 56 kg, mænd                           | 29. juli                              |
| Guld                                  | Kim Un-Guk                            | Vægtløfting                           | 62 kg, mænd                           | 30. juli                              |
| Guld                                  | Rim Jong-sim                          | Vægtløfting                           | 69 kg, damer                          | 1. august                             |
| Bronze                                | Ryang Chun-hwa                        | Vægtløfting                           | 48 kg, damer                          | 28. juli                              |
| Bronze                                | Yang Kyong-il                         | Brydning                              | Fri stil 55 kg mænd                   |                                       |